# Bratnia Pomoc Studentów Uniwersytetu Jagiellońskiego w Krakowie
Bratnia Pomoc Studentów Uniwersytetu Jagiellońskiego w Krakowie – stowarzyszenie pomocowe studentów Uniwersytetu Jagiellońskiego. Powstało w 1857 roku. Statut został zatwierdzony przez Namiestnictwo w 1865 roku. Do 1929 roku nosiło nazwę Towarzystwo Wzajemnej Pomocy Uczniów Uniwersytetu Jagiellońskiego w Krakowie. Działało do 1950 roku.

## Historia

### 1859–1866
Gdy w 1854 roku wprowadzono na uczelni język niemiecki jako wykładowy, młodzież skupiła się w kółkach samokształceniowych. Inicjatorem powstania Bratniej pomocy był student medycyny Stanisław Loewenhardt. Organizacja powstała w 1859 przy Uniwersytecie Jagiellońskim jako tajna i była zarządzana przez Komitet, w skład którego wszedł inicjator. Prezesem został Mieczysław Brzeski, student prawa. Z inicjatywy Komitetu założono Czytelnię Akademicką. Fundusze potrzebne na działalność pochodziły ze składek członków. Opracowano statut, który przedstawiono rektorowi UJ i po jego zatwierdzeniu przez Senat uczelni organizacja rozpoczęła działalność. Na pierwszym legalnym zebraniu wybrano władze. Prezesem został Juliusz Walewski, wiceprezesem Leon Blumenstock, skarbnikiem został Kazimierz Straszewski, a sekretarzem Jan Gawlik. Organizacja nie była legalna do momentu uzyskania zatwierdzenia jej przez władze. Dlatego w 1861 roku statut wysłano do Namiestnictwa, które go nie zatwierdziło żądając oddzielenia Towarzystwa od Czytelni Akademickiej. Mimo poprawek zatwierdzony statut został przekazany dopiero w 1865 roku, a za datę rozpoczęcia oficjalnej działalności przyjmuje się dzień 24 stycznia 1866.
Po wybuchu powstania większość członków Zarządu Towarzystwa wzięła udział w powstaniu. W bitwie pod Miechowem zginęli m.in.: Jan Nowiński (prawnik, podoficer kosynierów), Kazimierz Straszewski (kapitan kosynierów, jeden z założycieli Towarzystwa), Emanuel hr Moszyński (podpułkownik Żuławi), Władysław Majewski, Michał Borejsza, Józef Zbrożek, Stefan Giebułtowski, Jan Tomkowicz, Feliks Rehman. Po zakończeniu powstania na 20 lat więzienia został skazany Alfred Szczepkowski, a na 5 lat Ludwik Kubala.

### 1866–1929
21 czerwca 1891 roku zostały zorganizowane obchody dwudziestopięciolecia powstania Bratniej Pomocy. Zorganizowano je w rocznicę zatwierdzenia statutów w 1866 roku. Uroczystość rozpoczęło nabożeństwo w kościele św. Anny z udziałem zaproszonych gości, m.in. Józefa Majera i prezydenta Krakowa Feliksa Szlachtowskiego. Prezes Bratniej Pomocy przedstawił historię organizacji, a w części artystycznej udział wzięli: były prezes Franciszek Bylicki, który zagrał koncert na fortepianie, chór akademicki i W. Bojarski (recytacje). Wieczorem odbył się komers. Z okazji jubileuszu została wydana Historia założenia i rozwoju Towarzystwa Wzajemnej Pomocy Uczniów Uniwersytetu Jagiellońskiego, której autorem był Damazy Miśko.
W 1903 roku powstała biblioteka, która przed wybuchem I wojny liczyła 2000 woluminów. Członkowie Towarzystwa mogli korzystać z czytelni, w której udostępniano sto kilkadziesiąt czasopism krajowych i zagranicznych. Dodatkowo mogli korzystać z bezpłatnych wizyt u 30 lekarzy, a dzięki Akademii Umiejętności raz w roku organizowano dla członków kolonię wypoczynkową w willi pod Aniołem Stróżem w Szczawnicy.
Wraz z wybuchem wojny Uniwersytet został zamknięty, a studenci i profesorowie powołani w szeregi armii austriackiej. Część studentów wstąpiło do Legionów Piłsudskiego. Dom akademicki został zajęty przez wojsko. Towarzystwem zarządzał mianowany przez Senat Zarząd tymczasowy. Miał on ograniczone uprawnienia, ale nawet po wznowieniu pracy Uniwersytetu w 1915 roku nie udało się zwołać Walnego zgromadzenia i przeprowadzić wyborów nowego zarządu.
W 1916 roku Zarząd uzyskał od wojska odszkodowanie za zajęcie budynku akademika w wysokości 30 000 koron, co wykorzystano na spłatę części kredytu i drobnych długów. Część pieniędzy zachowano na remont domu akademickiego po opuszczeniu przez wojsko. Dom Akademicki po opuszczeniu go przez wojsko austriackie został zajęty przez wojsko polskie i dopiero starania Zarządu Towarzystwa pozwoliły na jego odzyskanie. Budynek wymagał jednak remontu i deratyzacji. Tymczasem rosły potrzeby członków, których Towarzystwo po wojnie liczyło 3 tysiące członków. Aby zaspokoić potrzeby mieszkaniowe dzięki wsparciu Józefa Piłsudskiego uzyskało Towarzystwo 9 sal w koszarach przy ulicy Rajskiej. Sale zostały wyposażone przez krakowską Y.M.C.A, a zamieszkało w nich 160 studentów. Uruchomiono kuchnię, która wydawała dziennie 1000 obiadów. W 1921 roku nadbudowano dwa piętra w I Domu Akademickim, a w latach 1924–1926 zbudowano wschodnie skrzydło II Domu Akademickiego. W 1926 roku z okazji obchodów 60–lecia istnienia została wydana publikacja Jubileusz 60-cio lecia Towarzystwa Wzajemnej Pomocy Uczniów Uniwersytetu Jagiellońskiego w Krakowie : 1866-1926 : księga pamiątkowa pod redakcją członka zarządu Juliana Szweda.
20 kwietnia 1929 roku zgodnie ze zmianą wprowadzoną 15 lutego 1929 roku do statutu Uniwersytetu Jagiellońskiego została zmieniona nazwa stowarzyszenia z Towarzystwa Wzajemnej Pomocy Uczniów Uniwersytetu Jagiellońskiego w Krakowie na Bratnia Pomoc Studentów Uniwersytetu Jagiellońskiego w Krakowie.

### 1929–1939

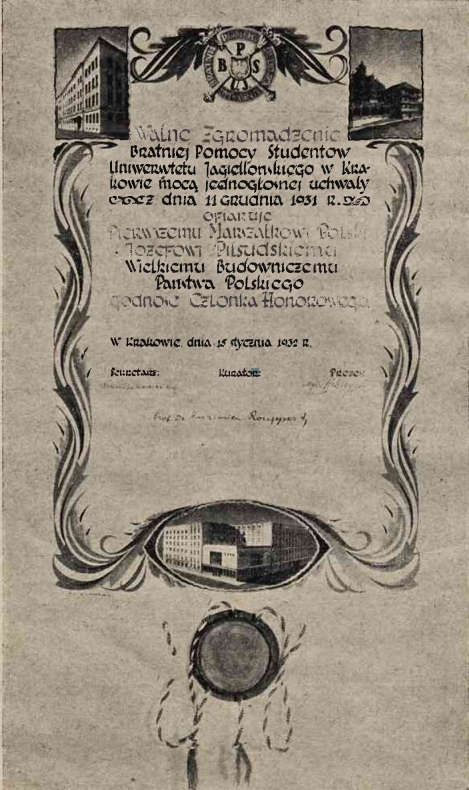
Dyplom członka honorowego Bratniej Pomocy UJ przyznany marszałkowi Józefowi Piłsudskiemu w 1932 roku

Ponieważ aż do 1937 roku wybory do zarządu Bratniej Pomocy Studentów UJ wygrywali przedstawiciele Związku Polskiej Młodzieży Demokratycznej, gdy władzę przejęli narodowcy, sympatycy i członkowie ZPMD rozpoczęli 16 marca okupację budynku Domu Akademickiego, w którym mieściła się siedziba Zarządu. Trwała ona nawet podczas Świąt Wielkanocnych z udziałem około 300 mieszkańców akademika i zakończyła się dopiero 29 marca. Wśród protestujących znalazł się prawie cały Zarząd Bratniaka z prezesem Zychem na czele. Zażądano unieważnienia wyborów i rozpisania nowych argumentując, że „przewaga listy przeciwników została uzyskana głosami studentów posiadających własne domy, korzystających ze świadczeń we własnych organizacjach samopomocowych (klerycy 240 głosów, medycy 300 głosów)”.

## Okres II wojny światowej
Kurator Bratniej Pomocy prof. Mieczysław Małecki na początku września zorganizował akcję zabezpieczania mienia organizacji. Uzyskanym dla Bratniej Pomocy lokal przy ul. Podwale 2 stał się bazą do organizacji podziemnego nauczania. Zorganizowano tu kancelarię tajnego uniwersytetu. Rektor tajnego UJ prof. Władysław Szafer zgodził się na reaktywację Bratniej Pomocy studentów UJ, która miała za zadanie pomoc w organizacji tajnego nauczania. Dopiero w kwietniu 1943 roku za zgodą rektora zreorganizowano władze tak, aby Bratnia Pomoc mogła zająć się również samopomocą. Zgodnie z hasłem „Każdy akademik członkiem Bratniaka" do organizacji należeli prawie wszyscy studenci tajnego nauczania. O ile w Krakowie studia były bezpłatne, członkowie Bratniej Pomocy płacili składki 20-30 zł miesięcznie, z których wypłacano stypendia i zapomogi. Po zmianach prezesem pozostał Józef Trojanowski, wiceprezesem Adam Raczyński, sekretarzem Janina Oborska, a skarbnikiem Roman Stankiewicz. Od 1943 roku kuratorem został prof. Stanisław Pigoń.

## Okres powojenny

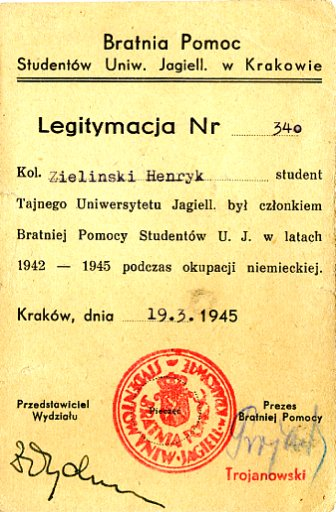
Zaświadczenie o przynależności do Bratniej Pomocy podczas II wojny światowej

Na UJ Bratnia Pomoc wznowiła swoją działalność już w lutym 1945 roku. Nie pozwolono jednak na wznowienie działalności oddziałów działających na wydziałach: teologii, medycyny, a także Stowarzyszenia Studentek "Jedność". Nie pozwolono też przeprowadzić wyborów do Zarządu, a jego skład został wyznaczony przez kuratora. Został nim delegat ministra ds. opieki nad młodzieżą UJ. Podejmował on też decyzje o przydziale akademików i stypendiów, pozostawiając Zarządowi BP opiniowanie wniosków. Do Bratniej Pomocy należeli wszyscy studenci. W roku akademickim 1946/1947 na uczelni studiowało ponad 12 tysięcy studentów.
Bratnia Pomoc UJ wzięła w 1946 roku czynny udział w obchodach święta 3 maja. Do udziału miały zachęcać plakaty, które wydrukowano w Drukarni Bratniej Pomocy Medyków UJ. Ponieważ władze nie zgadzały się na organizację w tym dniu jakichkolwiek pochodów, doszło w tym dniu do zamieszek. Podczas próby przejścia ze sztandarami z kościoła na teren Uniwersytetu zostały (prawdopodobnie przez funkcjonariuszy UB) oddane w kierunku tłumu strzały, w wyniku których raniono 2 osoby. Mediacje z UB prowadził prezes Bratniej Pomocy Jan Deszcz. Po południu funkcjonariusze UB otoczyli kordonem II Dom Akademicki. Zarzucono mieszkańcom, że strzelali do przejeżdżającego patrolu i w wyniku po rewizji aresztowano większość znajdujących się tam studentów. Umieszczono ich na terenie koszar na Zakrzówku. Już 6 maja Bratnia Pomoc zorganizowała pomoc dostarczając w workach żywność. Studenci i uczniowie podjęli strajk absencyjny. Protest wspierali studenci z innych uczelni w kraju. 4 maja delegat Bratniej Pomocy UJ wziął udział w nadzwyczajnym posiedzeniu Wojewódzkiej Międzypartyjnej Porozumiewawczej Komisji Stronnictw Demokratycznych, które nie przyniosło ono żadnych rezultatów. Także nie udało się osiągnąć porozumienia podczas spotkanie prezesów Bratniej Pomocy zwołanego 11 maja przez wojewodę. Wtedy Komisja Międzyuczelniana wysłała specjalną delegację do premiera Edwarda Osóbki-Morawskiego, w której skład wszedł prezes Bratniej Pomocy UJ Jan Deszcz. Gdy 17 maja Senat UJ podjął decyzję o wznowieniu zajęć, poparł go Zarząd Bratnich Pomocy Studentów Wyższych Uczelni w Krakowie. Według historyków obawiano się decyzji o relegowaniu biorących udział w wystąpieniach antyrządowych studentów z uczelni i umieszczania ich w obozach pracy przymusowej. W czerwcu zatrzymany został prawdopodobnie za niekorzystne dla UB zeznania prezes BP Jan Deszcz. Jego zwolnienia domagali się wojewody i w WUBP zarówno rektor UJ jak i przedstawiciele Bratniej Pomocy. Został on zwolniony dopiero 21 czerwca po spotkaniu w Krakowie premiera Osóbki-Morawskiego z prezesami Bratnich Pomocy i reprezentantami uczelni. Podczas spotkania wysłuchał on informacji o działalności UB i prośby o zwolnienie Deszcza. Po interwencji premiera zwolniono go samego dnia.
W 1947 roku ogłoszono nowy statut Bratniej Pomocy, a walne Zgromadzenie członków odbyło się tylko jeden raz 15 maja 1947 roku.
Na miejsce spotkania wybrano dziedziniec Biblioteki Jagiellońskiej (Collegium Maius). W spotkaniu wzięli udział: rektor Franciszek Walter, profesor Stanisław Pigoń (kurator), prezes Zieliński i honorowy prezes Deszcz. Po przemówieniu prof. Pigonia odczytano sprawozdanie nieżyjącego Józefa Trojanowskiego z pracy Bratniej Pomocy od 1942 roku zaczynając. Następnie na wniosek zarządu przyznano Stanisławowi Pigoniowi złotą odznakę (po raz pierwszy od 88 lat) i godność honorową. Tym ostatnim odznaczeniem wyróżniono również: rektora Tadeusza Lehra-Spławińskiego, prof. Mieczysława Małeckiego (pośmiertnie), dr Kazimierza Posenkiewicza (wojewodę krakowskiego), Edwarda Osóbkę-Morawskiego (ministra) i prof. Dezyderego Szymkiewicza (delegata Ministra Oświaty ds. akademickich). Odznaczenie "bene meritus" przyznano Janowi Deszczowi prezesowi Bratniej Pomocy i pośmiertnie Józefowi Trojanowskiemu.
W lutym 1947 roku po powołaniu Krajowego Komitetu Koordynacyjnego Polskich Organizacji Studenckich przedstawiciele Bratniej Pomocy znaleźli się w nim razem z delegatami innych organizacji politycznych. 26 reprezentantów Bratniej Pomocy miało w Komitecie większość głosów. Jednak obok nich funkcjonowali delegaci studenckich organizacji politycznych, limitowanych przez władze. 23 marca 1947 roku zebrał się w Warszawie Komitet Organizacyjny Ogólnopolskiego Związku Bratnich Pomocy Słuchaczy Szkół Wyższych RP. Uchwalono projekt statutu i sposób powołania tymczasowego Prezydium Związku. Przyjęto też rezolucję wzywającą do ujawnienia się studentów należących do nielegalnych organizacji. Z kolei 1 lutego 1948 roku powołano Federację Polskich Organizacji Studenckich, w połowę składu władz stanowili delegaci organizacji politycznych zjednoczonych 19 VII 1948 roku w Związek Akademicki Młodzieży Polskiej. Mariaż z organizacjami politycznymi doprowadził do utraty tożsamości przez Bratnią Pomoc. Podczas zorganizowanego w Warszawie w dniach 16–18 kwietnia 1950 Kongresu Studentów Polskich w miejsce Federacji Polskich Organizacji Studenckich powołano Zrzeszenie Studentów Polskich i uchwalono likwidację bratnich pomocy. Senat UJ na przewodniczącego Komisji Likwidacyjnej wyznaczył krakowskiego prawnika Władysława Boguskiego. Bratnia Pomoc zakończyła działalność w maju 1950 roku. Jej majątek częściowo przejęło ZSP, a część uniwersytet. Domy akademickie przejął skarb państwa.

## Działalność

### Budowa Domów akademickich

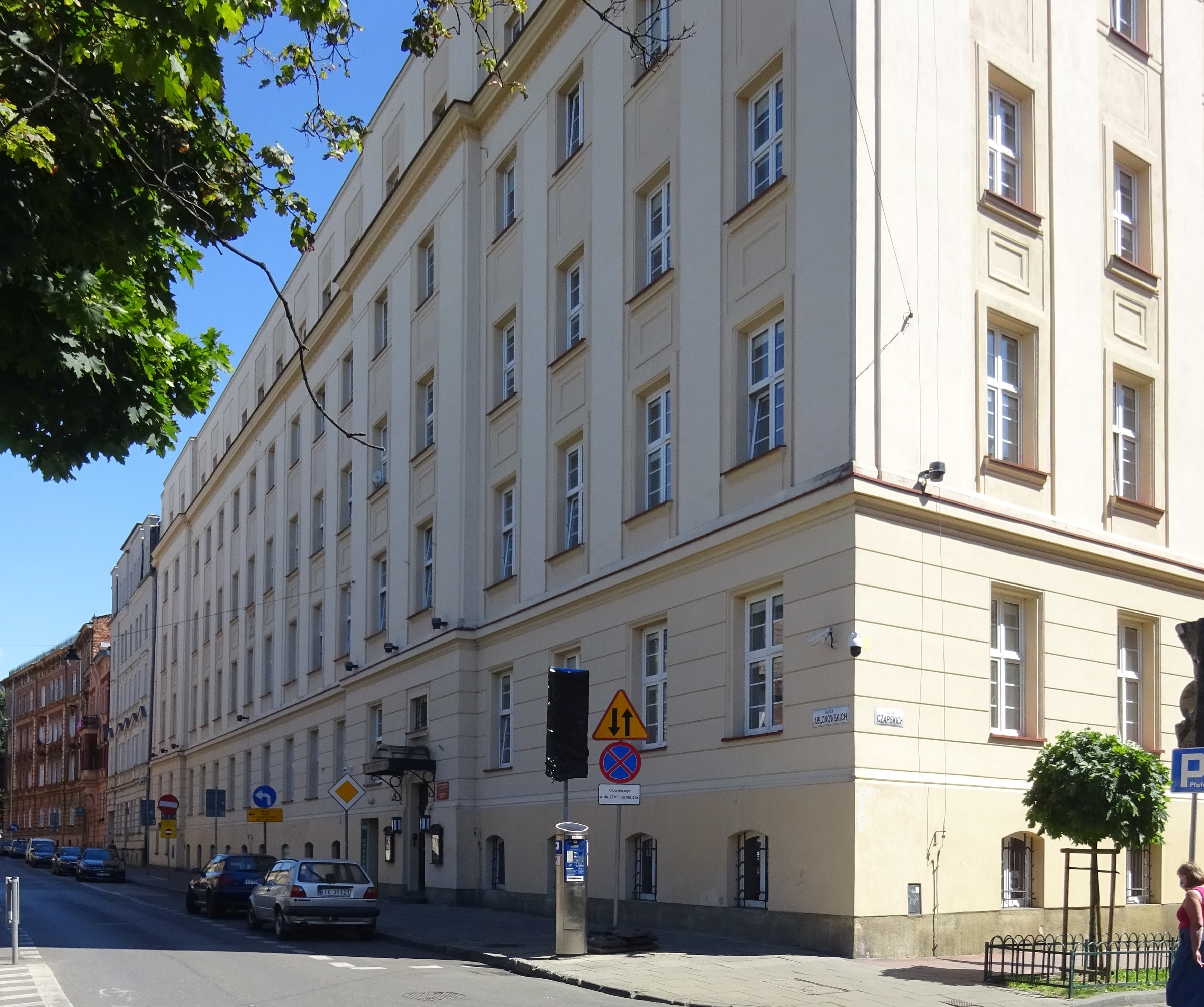
Dawny I Dom Akademicki im K. Wołodkowicza (stan z 2020 roku)

Już w 1882 roku powstała Komisja budowy domu akademickiego, której celem miała być zbiórka pieniędzy na ten cel. Wkrótce ja rozwiązano i powołano ponownie w 1887 roku. W 1889 roku powstaje Obywatelski Komitet Opiekuńczy Domu Akademickiego zgodnie z opracowanym statutem jako fundacja Towarzystwa. W 1895 roku przekształcił się on w Obywatelskie Towarzystwo Domu Akademickiego i po zmianie statutu stał się właścicielem zebranych pieniędzy. Pomimo sporu z Towarzystwem Komitet kupił parcelę pod budowę domu przy ulicy Topolowej. W 1900 roku członek honorowy Towarzystwa Konstanty Wołodkowicz kupił plac pod budowę, ale przekazał 270 000 koron. Wkład Bratniej pomocy wynosił 50 000 koron. W 1901 roku doszło do porozumienia obu Towarzystw i przekazania zebranych pieniędzy na budowę. Budowę domu według projektu Józefa Pokutyńskiego rozpoczęto 15 kwietnia 1902 roku wmurowaniem kamienia węgielnego, a otwarcie miało miejsce 10 grudnia 1903 roku. Nowy akademik miał dwa piętra, centralne ogrzewanie, łazienki, salę bilardową, czytelnię, bibliotekę, a w podwórku kręgielnię. Na parterze została zorganizowana tania stołówka (kuchnia) dla studentów. Zamieszkało w nim 130 studentów. Nadano mu nazwę: Pierwszy Dom Akademicki im. Konstantego Wołodkiewicza.
W 1912 roku podjęto decyzję o dobudowaniu skrzydła od strony ulicy Zgoda (obecnie Czapskich). Było to możliwe dzięki pożyczce hipotecznej w wysokości 50 000 w Banku Krajowym, którego dyrektorem był dawny kurator Towarzystwa profesor Michalski. Znalazły się tam pokoje dla ponad 20 studentów i na parterze pomieszczenia na biura Towarzystwa.
W 1921 roku Towarzystwo uzyskało w PKO pożyczkę w wysokości 100 000 złotych. Planowano przeznaczyć ją na budowę nowego domu akademickiego, ale wobec konieczności oddania pomieszczeń w koszarach przy ulicy Rajskiej podjęto decyzję o wykonaniu nadbudowy dwóch pięter w akademiku przy ulicy Jabłonowskich. W wykończonych i umeblowanych pokojach od października 1925 roku zamieszkało 100 studentów.

### II Dom Akademicki
Planując budowę II domu akademickiego wystąpiło Towarzystwo z prośbą do Magistratu o przyznanie działki na ten cel. Prośba została rozpatrzona pozytywnie, a działkę przyznano na gruntach pofortecznych. Wmurowanie kamienia węgielnego planowano podczas obchodów 50-lecia istnienia Towarzystwa w 1916 roku, ale z powodu wojny obchodów nie zorganizowano. Na działce niedaleko Parku Jordana oddanej w 80 letnią dzierżawę rozpoczęto prace w 1924 roku. Gdy w listopadzie były już wylane fundamenty i wymurowane mury parteru wschodniego skrzydła, odbyła się uroczystość wmurowania kamienia węgielnego. Wziął w niej udział Józef Piłsudski. W 1924 roku uzyskało Towarzystwo z rządowego funduszu rozbudowy miast pożyczkę hipoteczną na budowę w wysokości 200 000 złotych. Pozwoliła ona na dokończenie budowy wschodniego skrzydła w roku akademickim 1925/26, które zostało przykryte dachem. Skrzydło to zostało oddane do użytku dopiero w 1931 roku. Wtedy też przystąpiono do budowy północnego i zachodniego skrzydła. O ile w 1936 roku oddano skrzydło północne, to zachodnie nie zostało wykończone do wybuchu II wojny światowej. W 1929 roku II Dom Akademicki otrzymał imię Ignacego Mościckiego.

### Kuchnia
W 1896 roku ówczesny prezes Piotr Bielewicz założył kuchnię akademicką. Początkowo prowadził ją jako prywatne przedsiębiorstwo, a gdy odniosła sukces przekazał ją pod zarząd Towarzystwa. W roku akademickim 1903/4 kuchnię wydzierżawiono prywatnemu przedsiębiorcy, a gdy ten zrezygnował Polskiemu Związkowi Niewiast Katolickich. Prowadziły ją do 1913 roku.

## Statut
Pierwszy statut został opracowany po powstaniu stowarzyszenia i złożony do zatwierdzenia w Namiestnictwie. Został zatwierdzony 28 grudnia 1866 roku, a w lutym odbyły się wybory Zarządu i od tego momentu rozpoczyna się legalny okres działalności organizacji. Statut był kilkakrotnie zmieniany. Duże wkład miał Zarząd pracujący w roku akademickim 1866/7 za prezesury Józefa Wodzickiego. Wprowadzono wtedy regulamin pożyczek pozwalający na sprawiedliwy podział pieniędzy i wprowadzający sposoby ściągania kredytów długoterminowych, regulamin prowadzenia kancelarii i ksiąg towarzystwa. Powstało również wtedy pośrednictwo pracy dla członków, które później otrzymało nazwę Komisji Informacyjna. Zarząd ten stworzył również fundusz żelazny, który w 1914 roku wynosił 400 000 koron. 20 listopada 1928 roku podczas nadzwyczajnego walnego zebrania Towarzystwa przyjęto nowy statut, który opracowała komisja statutowa. Zmieniał on nazwę z Towarzystwo Wzajemnej Pomocy Uczniów Uniwersytetu Jagiellońskiego na Bratnia Pomoc Studentów Uniwersytetu Jagiellońskiego.
Po II wojnie światowej Bratnia Pomoc działała początkowo na podstawie statutu z 1938 roku. Nowy statut zatwierdzony przez Senat 27 marca 1947 roku przygotowali studenci prawa Józef Skąpski i Andrzej Rozmarynowicz.

### Prawa i obowiązki członków
Zgodnie ze statutem członkowie byli zobowiązani do spłacenia zaciągniętych pożyczek długoterminowych w ciągu trzech lat po ukończeniu studiów. Niestety nie wszyscy dokonywali spłat. W prasie często publikowane były wezwania do spłaty. Zarząd wzywał ich do spłaty "w imię honoru i poczucia świętego obowiązku". W grudniu 1889 roku opublikowano nawet nazwiska dłużników z okresu 1866-69. Jak podaje inny artykuł wierzytelności w tym samym roku (1889) wynosiły 90 000 złotych, a roczne zwroty pożyczek ok. 3600 złotych. Zarząd podaje też przykład lekarza z Krakowa Pana E.. M..., który "przyciśnięty" i "zaskarżony przed zwierzchnia władzą" zobowiązał się spłacać dług, a po zaprzestaniu działań dalej tego nie robił. Wezwania do spłaty długów pojawiły się również w lutym 1918 roku, gdy spłaty zmalały do 10% wpływów z lat poprzedzających wojnę.

## Władze Bratniej Pomocy
Najwyższą władzą organizacji było walne zgromadzenie. Co roku do 15 listopada powinno być zwoływane zwyczajne Zgromadzenie, które udzielało absolutorium i wybierało nowe władze. Były to Wydział, Zarząd, Komisja Kontrolująca i Sąd. Władza wykonawczą był Wydział, który liczył 15 członków i 10 zastępców. Zarząd sprawował władzę administracyjną wykonując zarządzenia Zgromadzenia i Wydziału. Na czele Zarządu stał prezes, organizacją opiekował się wyznaczony przez rektora UJ kurator. Zgodnie ze statutem rok administracyjny trwał od 1 października do 30 września następnego roku.
Stowarzyszenie używało okrąglej pieczęci z godłem Uniwersytetu i napisem Bratnia Pomoc Studentów Uniwersytetu Jagiellońskiego w Krakowie. Wcześniej znajdował się na niej napis Towarzystwo Wzajemnej Pomocy Uczniów Uniwersytetu Jagiellońskiego.
| Rok                                       | Kurator                                   | Prezes                                    | Liczba członków                      | Rok                          | Kurator                                                   | Prezes                                                                          | Liczba członków              |
| ----------------------------------------- | ----------------------------------------- | ----------------------------------------- | ------------------------------------ | ---------------------------- | --------------------------------------------------------- | ------------------------------------------------------------------------------- | ---------------------------- |
| Bratnia Pomoc jako organizacja tajna      | Bratnia Pomoc jako organizacja tajna      | Bratnia Pomoc jako organizacja tajna      | Bratnia Pomoc jako organizacja tajna | 1905                         | Julian Nowak                                              | Stanisław Wittek                                                                | 696                          |
| 1859                                      | Fryderyk Skobel                           | Mieczysław Brzeski                        |                                      | 1906                         |                                                           | Wilhelm Krzysztoń                                                               | 548                          |
| 1860                                      |                                           | Juliusz Walewski                          |                                      | 1907                         |                                                           | Wilhelm Krzysztoń                                                               | 537                          |
| 1861                                      |                                           | Adam Czyżewicz                            |                                      | 1908                         |                                                           | Ignacy Bazylski                                                                 | 602                          |
| 1862                                      |                                           | dr Jan Kowalczyk                          |                                      | 1909                         | Jerzy Michalski                                           | Antoni Kolarz                                                                   | 630                          |
| 1863                                      |                                           | Mieczysław Bochenek                       |                                      | 1910                         |                                                           | Adam Muszyński                                                                  | 653                          |
| 1864                                      |                                           | Leopold Świerz                            |                                      | 1911                         |                                                           | Adam Muszyński                                                                  | 761                          |
| Towarzystwo Wzajemnej Pomocy Uczniów U.J. | Towarzystwo Wzajemnej Pomocy Uczniów U.J. | Towarzystwo Wzajemnej Pomocy Uczniów U.J. |                                      | 1912                         | Roman Dyboski                                             | Stefan Breyer                                                                   | 764                          |
| 1866                                      |                                           | Leopold Świerz                            | 320                                  | 1913                         |                                                           | Władysław Zaufał                                                                | 768                          |
| 1867                                      | Gustaw Piotrowski                         | hr Józef Wodzicki                         | 332                                  | 1914                         |                                                           | dr Paweł Sporysz                                                                | 111                          |
| 1868                                      | Fryderyk Zoll                             | Franciszek Bylicki                        | 302                                  | 1915                         | Stanisław Kutrzeba                                        | dr Paweł Sporysz                                                                | 29                           |
| 1869                                      |                                           | dr Józef Zakrzewski                       | 383                                  | 1916                         |                                                           | dr Paweł Sporysz                                                                | 75                           |
| 1870                                      |                                           | dr Emil Szwarc                            | 403                                  | 1917                         |                                                           | Tadeusz Bigo                                                                    | 137                          |
| 1871                                      |                                           | Stanisław Królikowski                     | 384                                  | 1918                         | Tadeusz Sinko                                             | Stanisław Świeżawski                                                            | 420                          |
| 1872                                      |                                           | Stanisław Królikowski                     | 373                                  | 1919                         |                                                           | Stanisław Świeżawski                                                            | 561                          |
| 1873                                      |                                           | Zygmunt Feliks                            | 359                                  | 1920                         |                                                           | Józef Kaczkowski                                                                | 1712                         |
| 1874                                      |                                           | Zdzisław Lachowicz                        | 312                                  | 1921                         |                                                           | dr Władysław Woelfie                                                            | 1468                         |
| 1875                                      |                                           | dr Zdzisław Lachowicz                     | 362                                  | 1922                         | Tadeusz Kowalski (1889–1948)                              | dr Stefan Malik                                                                 | 2085                         |
| 1876                                      |                                           | Władysław Chwalibogowski                  | 401                                  | 1923                         | Roman Dyboski                                             | Eustachy Schubert                                                               | 1162                         |
| 1877                                      |                                           | dr Dionizy Szyszyłowicz                   | 365                                  | 1924                         |                                                           | Eustachy Schubert                                                               | 829                          |
| 1878                                      |                                           | dr Lesław Borowski                        | 377                                  | 1925                         |                                                           | dr Adam Synowiecki                                                              | 782                          |
| 1879                                      |                                           | dr Maurycy Fierich                        | 293                                  | 1926                         |                                                           | Błażej Skrzyński                                                                | 1249                         |
| 1880                                      |                                           | dr Antoni Gluziński                       | 351                                  | 1927                         |                                                           | Alojzy Szubartowski                                                             | 952                          |
| 1881                                      |                                           | Ferdynand Kasperek                        | 472                                  | 1928                         |                                                           | Stefan Smolec                                                                   | 1013                         |
| 1882                                      |                                           | Karol Zaleski                             | 494                                  | Bratnia Pomoc Studentów U.J. | Bratnia Pomoc Studentów U.J.                              | Bratnia Pomoc Studentów U.J.                                                    | Bratnia Pomoc Studentów U.J. |
| 1883                                      |                                           | Wacław Damski                             | 527                                  | 1929                         | Kazimierz Rouppert                                        | Stefan Smolec                                                                   | 941                          |
| 1884                                      |                                           | Franciszek Mieczysław Głuchowski          | 488                                  | 1930                         |                                                           | Kazimierz Machalski                                                             | 1238                         |
| 1885                                      |                                           | dr Franciszek Mieczysław Głuchowski       | 532                                  | 1931                         |                                                           | mgr Tadeusz Iskrzycki adwokat                                                   | 1646                         |
| 1886                                      |                                           | dr Franciszek Mieczysław Głuchowski       | 665                                  | 1932                         |                                                           | mgr Tadeusz Iskrzycki                                                           | 1696                         |
| 1887                                      |                                           | Franciszek Michalik                       | 192                                  | 1933                         | Jan Gwiazdomorski                                         | Edward Wawrzoń                                                                  | 1400                         |
| 1888                                      |                                           | Franciszek Michalik                       | 214                                  | 1934                         |                                                           | Kazimierz Soboń                                                                 | 1141                         |
| 1889                                      |                                           | Romuald Binder                            | 528                                  | 1935                         |                                                           | Kazimierz Soboń                                                                 |                              |
| 1890                                      |                                           | Julian Nowak                              | 425                                  | 1936                         |                                                           | brak danych                                                                     |                              |
| 1891                                      | Bronisław Ulanowski                       | Jacek Tyrała                              | 474                                  | 1937                         | Stanisław Pigoń (1937-1939)                               | Józef Czech                                                                     |                              |
| 1892                                      | Edmund Krzymuski                          | Walerian Serbeński (1865-1948) lekarz     | 515                                  | 1938                         |                                                           | Władysław Furka                                                                 |                              |
| 1893                                      |                                           | Kazimierz Marowski                        | 321                                  | 1939                         |                                                           | Władysław Furka                                                                 |                              |
| 1894                                      |                                           | Stanisław Droba                           | 310                                  | 1940                         |                                                           | nie działała                                                                    |                              |
| 1895                                      |                                           | Edmund Fischer (1874-1941) prawnik        | 513                                  | 1941                         |                                                           | nie działała                                                                    |                              |
| 1896                                      |                                           | Piotr Bielewicz                           | 493                                  | 1942                         |                                                           | Józef Trojanowski                                                               |                              |
| 1897                                      | ks. Władysław Knapiński                   | Emil Bobrowski                            | 257                                  | 1943                         | Stanisław Pigoń (do marca 1947)                           | Józef Trojanowski                                                               |                              |
| 1898                                      |                                           | Włodzimierz Malik                         | 700                                  | 1944                         |                                                           | Józef Trojanowski                                                               |                              |
| 1899                                      |                                           | Franciszek Skorupski                      | 420                                  | 1945                         |                                                           | Józef Trojanowski                                                               |                              |
| 1900                                      | ks. Władysław Knapiński                   | Franciszek Niewola                        | 391                                  | 1946                         |                                                           | Jan Deszcz (od lipca 1945)                                                      |                              |
| 1901                                      |                                           | hr Władysław Tarnowski                    | 405                                  | 1947                         | Anatol Listowski, Stefan Grzybowski i Michał Patkaniowski | Henryk Zieliński (od 1.III do 1.VI. 1947), Stanisław Gibes (do końca 1947 roku) |                              |
| 1902                                      |                                           | Julian Smolik (1880-1942)                 | 507                                  | 1948                         |                                                           | Bogdan Gliński (od końca 1947 roku)                                             |                              |
| 1903                                      |                                           | Tadeusz Michejda                          | 597                                  | 1949                         |                                                           | Bogdan Godzicz (od początku 1949 do likwidacji w 1950 roku)                     |                              |
| 1904                                      |                                           | dr Włodzimierz Kozubski                   | 791                                  | 1950                         |                                                           | Bogdan Godzicz                                                                  |                              |

## Odznaczenie "Bene meriti"
30 listopada 1890 roku Walne Zgromadzenie Towarzystwa ustanowiło dla członków, którzy szczególnie zasłużyli się w pracy na jego rzecz przyznawanie tytułu "bene meritus" (dobrze zasłużony). A dane (imię nazwisko) wyróżnionych miało być umieszczane w sprawozdaniach w rubryce Bene meriti. Odznaczenie przyznano następującym osobom:
- 1890 dr Karol Czarnocki kontroler kasy, a potem Przewodniczący Komisji Kontrolującej[8]
- 1893/4 dr Walerian Serbeński[8]
- 1924 dr Eustachy Szubert
- 1924 dr Henryk Węglowski
- 1924 dr Karol Piotrowicz
- 1929 mgr Stefan Smolec
- 1932 mgr Tadeusz Iskrzycki
- 1932 mgr Aleksander Jamrozek
- Jan Deszcz[23]
- Józef Trojanowski[23]